# I sans point
Cette page contient des caractères spéciaux ou non latins. S’ils s’affichent mal (▯, ?, etc.), consultez la page d’aide Unicode.

I avec et sans point en capitale et bas-de-casse

Le I (minuscule : ı), appelé I sans point, est un graphème utilisé comme lettre à part entière dans l’écriture de langues turciques : azéri, gagaouze, karakalpak, kazakh, krymtchak, tatar, tatar de Crimée, turc, turk du Khorassan ; dans l’écriture de certaines langues athapascanes : chipewyan, esclave, tlicho ; et dans l’écriture du budukh, du khinalug, du kryz, de l’oudi, du routoul, du talysh, du tat, du tsakhour, du zazaki (dimli et kirmanjki). Il s’agit de la lettre I sans signe diacritique point suscrit autant sur la majuscule que sur la minuscule.

## Utilisation
En turc, la lettre I (minuscule  : ı) représente une voyelle fermée postérieure non arrondie (/ɯ/). Elle ne porte pas de point, ni en capitale, ni en bas-de-casse. Exemple :
- Diyarbakır /dijaɾˈbakɯɾ/

En français, Jean-Marie Ragon (1781-1862)  a proposé de « dépointer » le i pour le transformer en ı lorsqu’il ne se prononce pas ou ne forme pas de digramme avec la voyelle précédente (par exemple ai prononcé è).  Ainsi bataille devient bataılle. Le mot oignon devient oıgnon : les rectifications de 1990 proposent d’écrire ognon.

## Représentations informatiques
Le I sans point peut être représenté avec les caractères Unicode suivants (latin de base, latin étendu A) :
| formes    | représentations | chaînes de caractères | points de code | descriptions                         |
| --------- | --------------- | --------------------- | -------------- | ------------------------------------ |
| capitale  | I               | I                     | U+0049         | lettre majuscule latine i            |
| minuscule | ı               | ı                     | U+0131         | lettre minuscule latine i sans point |